# Lane (Authion)
Der Lane ist ein Fluss in Frankreich, der im Département Indre-et-Loire in der Region Centre-Val de Loire verläuft. Sein Ursprung befindet sich im Schlossteich des Château Planchoury, in der Commune déléguée Saint-Michel-sur-Loire (Gemeinde Coteaux-sur-Loire). Der Fluss entwässert generell Richtung West durch den Regionalen Naturpark Loire-Anjou-Touraine und hält sich immer parallel zum Fluss Loire und den sie begleitenden Autobahn- und Eisenbahnverbindungen. Nach rund 25 Kilometern mündet der Fluss an der Gemeindegrenze von Chouzé-sur-Loire und Saint-Nicolas-de-Bourgueil als linker Nebenfluss in den Authion.
Beim Koordinatenpunkt (47° 16′ 6″ N, 0° 6′ 51″ O) zweigt von der Lane der Petit Lane ab, der rund fünf Kilometer weiter ebenfalls in den Authion einmündet.

## Orte am Fluss
(Reihenfolge in Fließrichtung)
- Saint-Michel-sur-Loire, (Gemeinde Coteaux-sur-Loire)
- Saint-Patrice
- Le Lane, Gemeinde La Chapelle-sur-Loire